# Talking Heads
Talking Heads was een postpunk- en New Waveband uit New York die actief was van 1974 tot 1991.

## Geschiedenis

### Ontstaan
Hoewel de groep zelf is ontstaan in New York, liggen de roots van de bandleden mijlenver van elkaar vandaan. Zanger-gitarist David Byrne is geboren in Dumbarton in Schotland en kwam via Canada uiteindelijk op negenjarige leeftijd in Baltimore in de Verenigde Staten terecht. Basgitariste Tina Weymouth komt oorspronkelijk uit Californië en maakte tijdens haar jeugd omzwervingen over de hele wereld. Drummer Chris Frantz komt uit een militaire familie uit Kentucky. 
De drie ontmoetten elkaar begin jaren zeventig op de Rhode Island School of Design en besloten al snel muziek met elkaar te gaan maken. In 1974 verhuisden ze naar New York om zich verder te concentreren op hun muziek. Deze stap bleek niet zonder succes te zijn. Zo speelden ze al het volgende jaar het voorprogramma voor de Ramones in de poptempel CBGB en na het toevoegen van toetsenist-gitarist Jerry Harrison aan hun line-up kregen ze in 1977 een platencontract bij de platenmaatschappij Sire.
"Talking heads" is een Engelse term die verwijst naar onder meer talkshows op televisie, waar presentatoren en hun gasten al pratend het volledige beeld vullen.

### Talking Heads: 77
In 1977 verscheen het debuutalbum, Talking Heads: 77 geheten. De Talking Heads scoorden er enkele kleine hitjes mee in de Verenigde Staten en al meteen vielen de staccatomuziek, de abstracte teksten en het afstandelijke zingen van Byrne op. De van het album afkomstige single Psycho Killer werd een hit in meerdere landen, hij schopte het onder meer tot een elfde plaats in de Nederlandse Top 40.

### More Songs About Buildings and Food
Het volgende album kwam uit in 1978. De titel More Songs About Buildings and Food is een knipoog naar het feit dat de teksten van Byrne nooit over liefde of emoties gaan. Het album blijkt een grote stap voorwaarts, zowel in artistiek als commercieel opzicht. De Al Green-cover Take Me to The River wordt een hit in de Verenigde Staten en het productiewerk van Brian Eno zorgde voor een interessant geluid. Het album bevat een hoeveelheid ietwat kunstzinnige popliedjes waarin wordt geëxperimenteerd met combinaties van elektronische en akoestische instrumenten. Ook steken er hier en daar invloeden van de funk de kop op.

### Fear of Music
Voor het album Fear of Music, uitgebracht in 1979, werd opnieuw Brian Eno als producer aangetrokken. Eno werd langzamerhand als vijfde lid beschouwd. Op dit album komen de invloeden van de funk sterker naar voren. Ook leunt het album zwaar op de ritmesectie van de band en zitten er experimenten met Afrikaanse invloeden en polyfone ritmes in de nummers.
Een van de gastmusici is Robert Fripp.

### Remain in Light
Remain in Light uit 1980 is het laatste album dat Brian Eno zou produceren voor de band. Het boterde niet tussen de duo's Byrne/Eno enerzijds en Weymouth/Frantz anderzijds. Tussendoor hadden Byrne & Eno My life in the bush of ghosts uitgebracht als een duo-project zonder de andere Heads.
Op Remain in Light worden de karakteristieke kenmerken van Fear of Music en My life in the bush of ghosts (funk, Afrikaanse ritmes, sampling) nog verder uitgewerkt. Het resultaat is een album waarop vooral veel lange nummers staan met een sterke rol voor keyboards en elektronica en Afrikaanse polyfone ritmes. Om het geluid helemaal compleet te maken huurde het viertal enkele gastmuzikanten in, onder wie een complete koperblazerssectie en de gitarist Adrian Belew, bekend van zijn werk bij Frank Zappa en later bij King Crimson. Het bekendste nummer van dit album is Once in a Lifetime, waarvan de clip ook beroemd is geworden. Andere gastmusici zijn Robert Palmer, Nona Hendryx en Jon Hassell.
In 1996 werd het volledige album gecoverd door Phish.
Omdat de rest van de band van mening was dat de artistieke richting van de band al te veel werd bepaald door het duo Byrne/Eno, werd uiteindelijk besloten om de band tussen Eno en de Talking Heads te verbreken. De band zelf nam na afloop van een lange tour even pauze. De bandleden concentreerden zich op verschillende soloprojecten, zoals de Tom Tom Club van Tina Weymouth.

### Speaking in Tongues
In 1983 kwam het album Speaking in Tongues uit. Het bleek een, naar Talking Heads-maatstaven, traditioneel popalbum te zijn. De grootste hit in Nederland van dit album is het nummer Slippery People. In de Verenigde Staten scoort met name Burning Down the House.

### Stop Making Sense
Na het uitbrengen van Speaking in Tongues ging de band opnieuw op een zeer uitgebreide wereldtournee. Het is deze tournee waarvan de filmregisseur Jonathan Demme een muziekfilm maakte die als een mijlpaal in het genre wordt beschouwd. De release van de film Stop Making Sense ging gepaard met de release van een gelijknamig livealbum.

### Little Creatures
In 1985 kwam het album Little Creatures uit. Het roer gaat opnieuw om; Little Creatures is een eenvoudig popalbum met Amerikaanse country- en folkinvloeden. Het bekendste nummer van dit album is Road to Nowhere, waarin de soul- en funkinvloeden weer zijn terug te vinden.

### True Stories
In 1986 regisseerde David Byrne zijn eerste film, True Stories genaamd. De Talking Heads namen de soundtrack voor hun rekening en brachten die onder dezelfde naam als de film uit. Zowel de film als het album vonden geen genade bij de critici.
De groep Radiohead is vernoemd naar het nummer Radio head op deze plaat.

### Naked
Op het album Naked uit 1988 keren de Talking Heads terug naar de worldbeat, hoewel er nu behalve Afrikaanse, ook Zuid-Amerikaanse invloeden te horen zijn. De opnamen vonden plaats in Parijs en er werkten diverse Afrikaanse muzikanten mee, zoals Mory Kanté. Ook Johnny Marr van The Smiths en Kirsty MacColl zijn op het album te horen.
Na het uitkomen van Naked gingen de leden van de band ieder hun eigen gang en werd de band zelf in de koelkast gezet. In 1991 kwam het bericht dat de band definitief uit elkaar is.

## Tegenwoordig

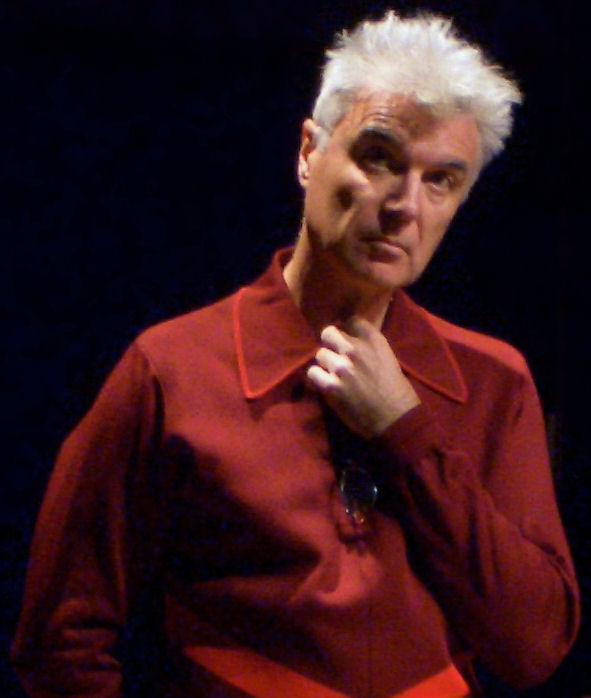
David Byrne in 2006

De verschillende bandleden hebben verschillende keren laten weten zin te hebben in een reünie, maar David Byrne laat keer op keer weten volstrekt geen interesse meer te hebben in zijn oude band. Begin jaren negentig verscheen het album No Talking, Just Head van de band The Heads. Deze band bestaat uit alle leden van de Talking Heads minus Byrne. Het gat wordt opgevuld door diverse beroemde gastmuzikanten, te weten Michael Hutchence, Richard Hell en Debbie Harry van Blondie. Het uitbrengen van dit album leidde tot een rechtszaak over de naam Talking Heads.
De relatie is behoorlijk onderkoeld. In 2002 kwam het toch tot een - eenmalige - reünie. Aanleiding was de ceremoniële vertoning van Talking Heads' toetreden tot de Rock and Roll Hall of Fame.
Om de zoveel tijd brengt David Byrne een nieuw soloalbum op de markt. Jerry Harrison maakt zich niet onverdienstelijk als producer, onder andere van Live, Foo Fighters en Crash Test Dummies. Het echtpaar Chris Frantz en Tina Weymouth is nog steeds actief als de Tom Tom Club, zij produceren ook andere artiesten en ze waren betrokken bij het Gorillaz-project met Damon Albarn van Blur. Eind 2007 bracht Tom Tom Club in beperkte oplage een kerstsingle op gekleurd vinyl en cd uit op het onafhankelijke Nederlandse platenlabel La-La Land Records.

## Invloeden
Het werk van Talking Heads is erg invloedrijk geweest. Bands als Radiohead - vanwege de naam -, Phish en de Red Hot Chili Peppers bevestigden Talking Heads als muzikale bron. U2 gebruikte een deel van Life during wartime tijdens de tour Discotheque. Diverse nummers van Talking Heads zijn gecoverd door muzikanten en bands als Simply Red, Living Colour en Arcade Fire. In films worden af en toe ook Talking Heads-songs gebruikt, zoals in The Truman Show met Jim Carrey en The Family Man met Nicolas Cage.
Sinds hun zomertournee in 2008 coverde de Dave Matthews Band veelvuldig Burning Down the House.

## Bezetting
- David Byrne: zang en gitaar
- Chris Frantz: drumstel
- Tina Weymouth: basgitaar
- Jerry Harrison: toetsen en gitaar

## Discografie

### Albums
| Album met eventuele hitnotering(en) in de Nederlandse Album Top 100 | Datum van verschijnen | Datum van binnenkomst | Hoogste positie | Aantal weken | Opmerkingen      |
| ------------------------------------------------------------------- | --------------------- | --------------------- | --------------- | ------------ | ---------------- |
| Remain in Light                                                     | 1980                  | 21-02-1981            | 22              | 3            |                  |
| The Name of This Band is Talking Heads                              | 1982                  | 01-05-1982            | 38              | 2            | live-album       |
| Speaking in Tongues                                                 | 1983                  | 18-06-1983            | 14              | 10           |                  |
| Stop Making Sense                                                   | 1984                  | 03-11-1984            | 2               | 30           | live-album       |
| Little Creatures                                                    | 1985                  | 06-07-1985            | 4               | 38           |                  |
| True Stories                                                        | 1986                  | 27-09-1986            | 16              | 6            |                  |
| Naked                                                               | 1988                  | 02-04-1988            | 13              | 12           |                  |
| Sand in the Vaseline, Popular Favorites                             | 1992                  |                       | -               |              | compilatie-album |
| Once in a Lifetime: The Best Of                                     | 1992                  | 31-10-1992            | 66              | 5            | compilatie-album |

| Album met hitnotering(en) in de Vlaamse Ultratop 200 albums | Datum van verschijnen | Datum van binnenkomst | Hoogste positie | Aantal weken | Opmerkingen |
| ----------------------------------------------------------- | --------------------- | --------------------- | --------------- | ------------ | ----------- |
| The Best Of                                                 | 2004                  | 13-11-2004            | 96              | 1            |             |
| Stop Making Sense                                           | 2023                  | 26-08-2023            | 29              | 5            |             |

### Singles
| Single met eventuele hitnotering(en) in de Nederlandse Top 40 | Datum van verschijnen | Datum van binnenkomst | Hoogste positie | Aantal weken | Opmerkingen                                                                                        |
| ------------------------------------------------------------- | --------------------- | --------------------- | --------------- | ------------ | -------------------------------------------------------------------------------------------------- |
| Psycho Killer                                                 | 1978                  | 25-03-1978            | 11              | 6            | Veronica Alarmschijf Hilversum 3 / #13 in de Nationale Hitparade                                   |
| Once in a Lifetime                                            | 1981                  | 14-02-1981            | 28              | 5            | #24 in de Nationale Hitparade / #31 in de TROS Top 50                                              |
| Slippery People (live)                                        | 1985                  | 02-03-1985            | 7               | 11           | #4 in de Nationale Hitparade / #4 in de TROS Top 50 / KRO Speciale Aanbieding Hilversum 3          |
| Once in a Lifetime (live)                                     | 1985                  | 18-05-1985            | 29              | 4            | #22 in de Nationale Hitparade / #29 in de TROS Top 50                                              |
| The Lady Don't Mind                                           | 1985                  | 15-06-1985            | 13              | 8            | Veronica Alarmschijf Hilversum 3 / #15 in de Nationale Hitparade / #10 in de TROS Top 50           |
| Road to Nowhere                                               | 1985                  | 02-11-1985            | 8               | 9            | KRO Speciale Aanbieding Hilversum 3 / #10 in de Nationale Hitparade / #9 in de laatste TROS Top 50 |
| And She Was                                                   | 1986                  | 15-02-1986            | 25              | 4            | #31 in de Nationale Hitparade                                                                      |
| Wild Wild Life                                                | 1986                  | 20-09-1986            | tip4            | -            | #42 in de Nationale Hitparade                                                                      |

| Single met hitnotering(en) in de Vlaamse Ultratop 50 | Datum van verschijnen | Datum van binnenkomst | Hoogste positie | Aantal weken | Opmerkingen |
| ---------------------------------------------------- | --------------------- | --------------------- | --------------- | ------------ | ----------- |
| Psycho Killer                                        | 1978                  | 29-04-1978            | 19              | 5            |             |
| Once in a Lifetime                                   | 1981                  | 07-03-1981            | 23              | 5            |             |
| Slippery People (live)                               | 1985                  | 23-03-1985            | 16              | 10           |             |
| The Lady Don't Mind                                  | 1985                  | 22-06-1985            | 21              | 7            |             |
| Road to Nowhere                                      | 1985                  | 26-10-1985            | 9               | 14           |             |
| And She Was                                          | 1986                  | 04-01-1986            | 23              | 5            |             |
| Wild Wild Life                                       | 1986                  | 04-10-1986            | 20              | 5            |             |

### Overige singles
- "Love → Building on Fire" (1977)
- "Uh-Oh, Love Comes to Town" (1977)
- "Pulled Up" (1978)
- "Take Me to the River" (1978)
- "Life During Wartime" (1979)
- "I Zimbra" (1980)
- "Cities" (1980)
- "Crosseyed and Painless" (1980)
- "Houses in Motion (Remix)" (1981)
- "Life During Wartime (Live)" (1982)
- "Burning Down the House" (1983)
- "This Must Be the Place (Naive Melody)" (1983)
- "Stop Making Sense (Girlfriend Is Better) (Live)" (1985)
- "The Lady Don't Mind" (1985)
- "Love for Sale" (1986)
- "Hey Now" (1986)
- "Radio Head" (1987)
- "Blind" (1988)
- "(Nothing But) Flowers" (1988)
- "Sax & Violins" (1991)
- "Lifetime Piling Up" (1992)

### NPO Radio 2 Top 2000
| Nummers met noteringen in de NPO Radio 2 Top 2000 | '99 | '00 | '01 | '02 | '03 | '04 | '05 | '06 | '07  | '08 | '09  | '10  | '11 | '12  | '13  | '14 | '15 | '16  | '17  | '18  | '19  | '20  | '21  | '22  | '23  | '24  |
| ------------------------------------------------- | --- | --- | --- | --- | --- | --- | --- | --- | ---- | --- | ---- | ---- | --- | ---- | ---- | --- | --- | ---- | ---- | ---- | ---- | ---- | ---- | ---- | ---- | ---- |
| Once in a Lifetime                                | -   | 758 | 671 | 662 | 570 | 689 | 949 | 790 | 1139 | 799 | 898  | 1197 | 812 | 887  | 785  | 505 | 874 | 860  | 797  | 909  | 666  | 814  | 844  | 937  | 892  | 797  |
| Psycho Killer                                     | 387 | 618 | 411 | 594 | 721 | 535 | 882 | 785 | 715  | 680 | 579  | 595  | 450 | 703  | 528  | 480 | 557 | 526  | 425  | 618  | 523  | 570  | 575  | 549  | 554  | 481  |
| Road to Nowhere                                   | 772 | 517 | 754 | 793 | 774 | 789 | 978 | 908 | 1181 | 899 | 1066 | 951  | 949 | 1152 | 1021 | 880 | 974 | 1026 | 1058 | 1242 | 1059 | 1147 | 1151 | 1262 | 1235 | 1273 |
| Slippery People                                   | -   | 448 | 541 | 538 | 637 | 708 | 800 | 703 | 1076 | 744 | 744  | 647  | 602 | 697  | 573  | 409 | 602 | 698  | 699  | 597  | 556  | 528  | 550  | 611  | 575  | 472  |

1. ↑  Een '-' betekent dat het nummer niet was genoteerd en een vetgedrukt getal geeft de hoogste notering van een nummer aan.

### Video en film
- Stop Making Sense (1984), concertfilm van regisseur Jonathan Demme
- True Stories (1985)
- Storytelling Giant (1988)